# 姫路獨協大学の人物一覧
姫路獨協大学の人物一覧（ひめじどっきょうだいがくのじんぶついちらん）は、姫路獨協大学に関係する人物の一覧記事。

## 学長
- 小室豊允

## 主な教職員・元教職員

### 学部

#### 外国語学部
- 井上茂子 - 歴史学者。
- 岡道男 - 西洋古典文学者。京都大学名誉教授。
- 木原善彦 - アメリカ文学者
- 清瀬義三郎則府 - 言語学者。ハワイ大学名誉教授。
- 佐藤嗣二 - 児童文学研究者。
- 東谷穎人 - スペイン文学者。神戸市外国語大学名誉教授。
- 真継伸彦 - 作家。

#### 法学部
- 今井宏 - 法学者。弁護士。姫路獨協大学名誉教授。
- 金子幸司 - 政治学者、行政学者。
- 金山直樹 - 民法学者。
- 神崎克郎 - 商法学者。
- 小室豊允 - 法学者。政治評論家。
- 田所昌幸 - 国際政治学者。
- 西川知一 - 政治学者。姫路獨協大学長。
- 道谷卓 - 法学者、郷土史研究者。姫路獨協大学副学長、人間社会学群長。

#### 経済情報学部
- 家森信善 - 経済学者。コロンビア大学客員研究員。サンフランシスコ連邦準備銀行客員研究員。金融庁金融審議会専門委員。経済産業省産業構造審議会委員。財務省独立行政法人評価委員会委員、東海財務局金融行政アドバイザー。
- 石光亨 - 地理学者。神戸大学名誉教授。
- 坂手恭介 - 会計学者。山口大学副学長、桃山学院大学副学長。
- 能勢信子 - 経済学者。神戸大学名誉教授。

### 大学院

#### 法務研究科
- 上田徹一郎 - 法学者。元司法試験第二次試験考査委員。
- 濱田剛史 - 政治家。弁護士。元検事。第20代高槻市長。

### 非常勤講師
- 濱田浩一郎 - 歴史学者。作家。評論家。タレント。

### 附属図書館
- 石光亨 - 地理学者。神戸大学名誉教授。
- 岡道男 - 西洋古典文学者。京都大学名誉教授。
- 戸田光昭 - 図書館学者。駿河台大学名誉教授。

## 主な出身者

### 教育
- 石飛文太 - 高校国語科教諭、高校野球指導者、教育学部卒業

### 芸能
- 木村卓寛 - お笑いタレント、漫才コンビ「天津」ツッコミ担当、法学部法律学科卒業
- 笑福亭智之介 - 落語家、手品師、法学部法律学科卒業
- 久保田康介 - YouTuber、タレント、弁護士、法学部法律学科卒業

### スポーツ
- 家木大輔 - 元サッカー選手、FC東京フロントスタッフ
- 伊藤将大 - 元プロサッカー選手
- 岩田大樹 - 元プロサッカー選手
- 黒石貴哉 - プロサッカー選手